# Onomichi, Hiroshima
Onomichi (尾道市 Onomichi-shi) là một thành phố thuộc tỉnh Hiroshima, Nhật Bản.